# Maison au 17, rue Curiale à Thann
La maison au 17, rue Curiale est un monument historique situé à Thann, dans le département français du Haut-Rhin.

## Localisation
Ce bâtiment est situé au 17, rue Curiale à Thann.
Pendant longtemps les rues n'ont pas de nom officiel. Ce dernier est dû le plus souvent à une habitude provenant d'un édifice, par exemple : Pfarrgasse (pfarr vient de pfarrer qui signifie prêtre et gasse signifie rue étroite sont des noms alsaciens d'où rue Curiale).
Au n° 1 de la rue Curiale se trouve l'ancien presbytère qui aurait ainsi donné son nom à cette rue,.

## Historique
Le mur pignon postérieur est construit sur le mur de la première enceinte de la ville, datant de 1290. Le jardin se trouve à l'emplacement de l'ancien fossé des fortifications,.
Cette maison est déjà connue, en 1860 , et était une épicerie-auberge à la « Cathé-drale ».
Plus tard seule subsistera l'auberge et sera connue sous le nom Schnaps kapella (la chapelle du schnaps en alsacien).
L'édifice fait l'objet d'une inscription sur l'inventaire supplémentaire des monuments historiques depuis 1934 pour la façade et, depuis 2009, bénéficie d'une extension de protection au titre des monuments historiques, concernant dorénavant la totalité de l'édifice (façades, toitures, charpente, intérieurs), incluant la charpente ancienne typique avec jambes de force de la première génération XVe siècle,.

## Architecture
Maison à trois niveaux et trois travées d'ouvertures, des XVe et XVIe siècles. Gros œuvre en moellons grès des Vosges, enduits. Couverture long pan avec croupette. 
Façade sur rue avec oriel et son échauguette triangulaire à base et corniche moulurée.

### Galerie

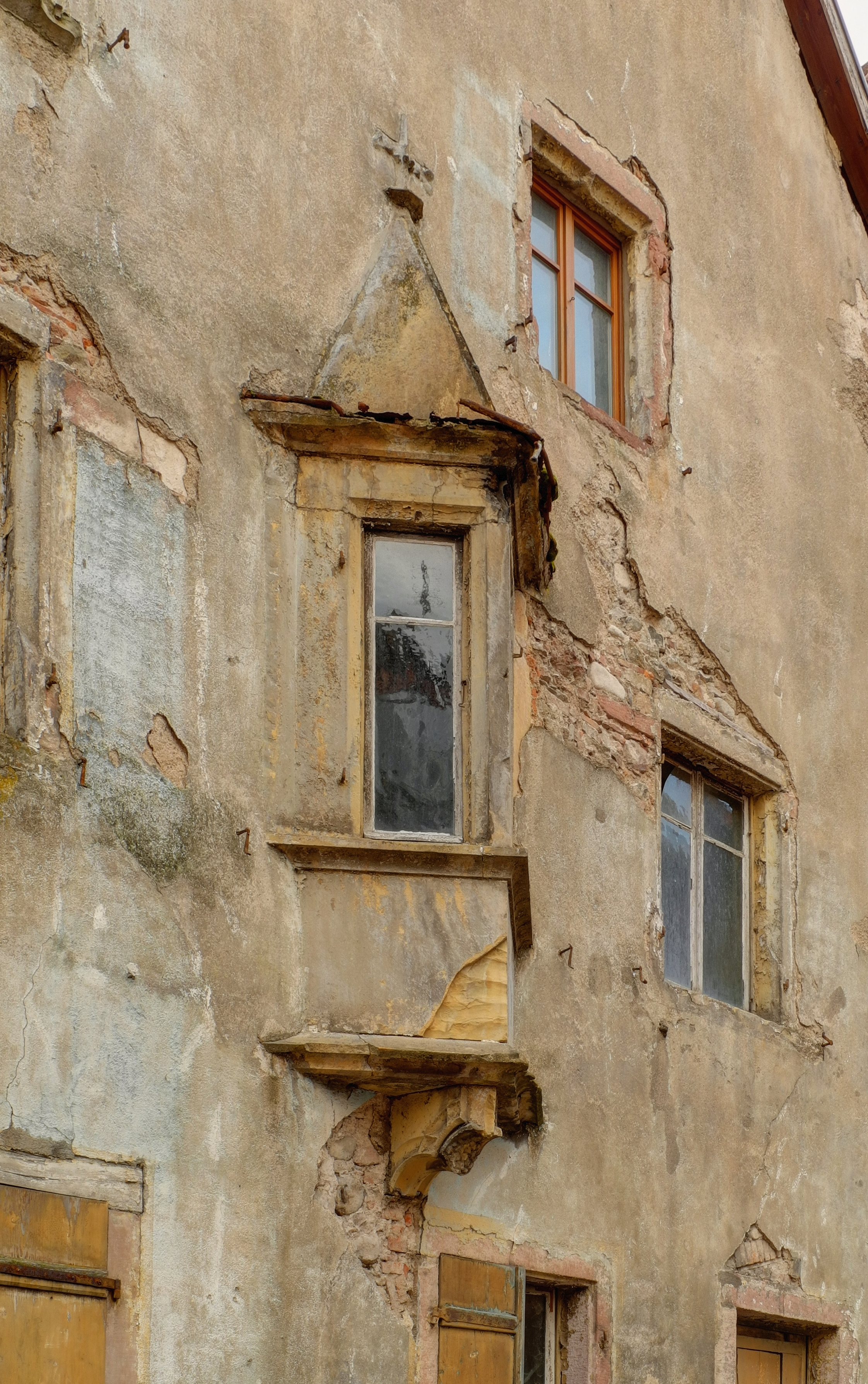
Maison au 17, rue Curiale.
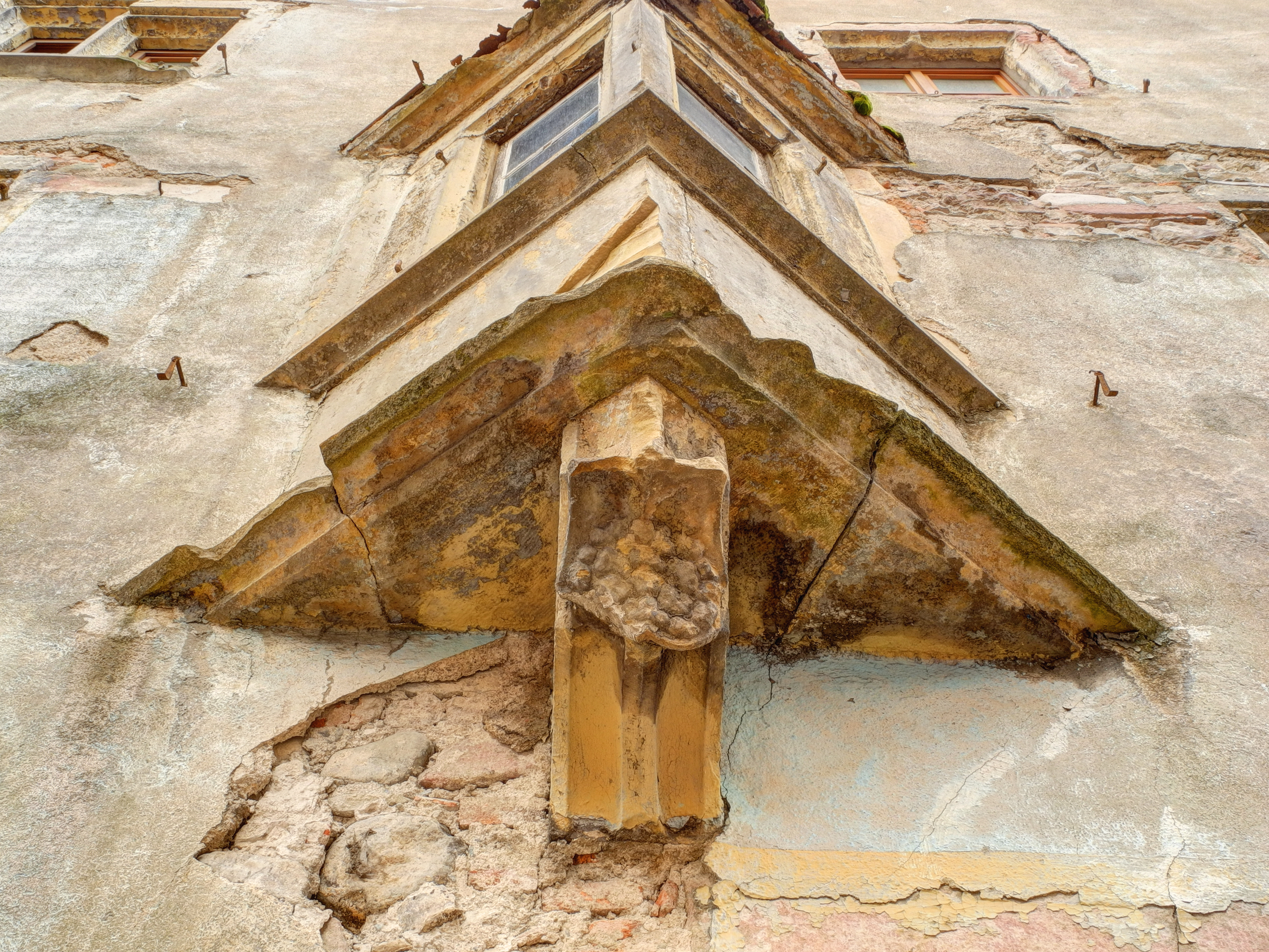
Détail de l'échauguette.